# 號外

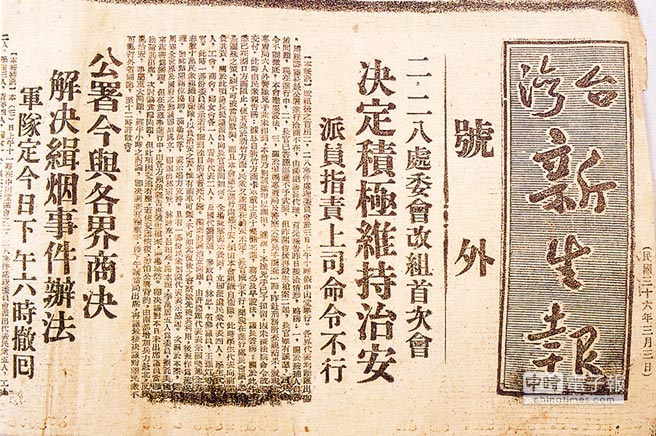
1947年3月3日《臺灣新生報》号外，报道二二八事件

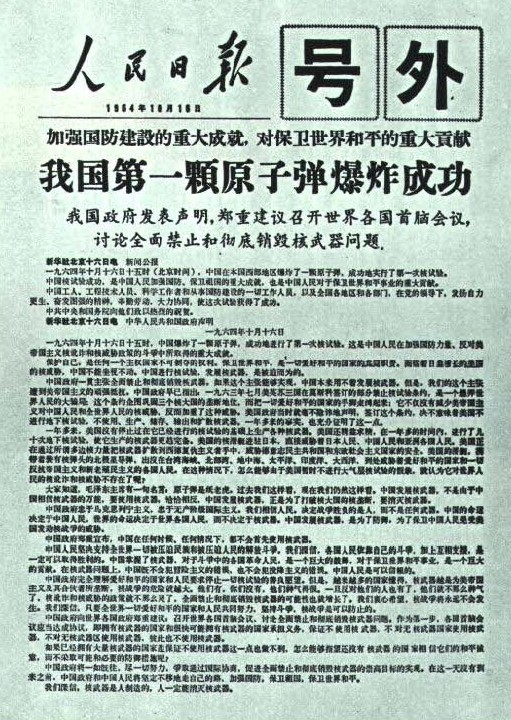
1964年10月16日《人民日报》号外，報導中華人民共和國首次成功爆炸原子弹

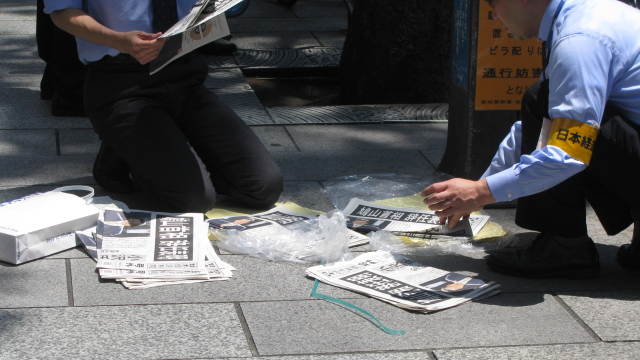
2010年6月2日，送報員準備發布日本首相鳩山由紀夫請辭的號外

號外是指臨時編印的報紙刊物。由於每家報紙每天均編有刊號（格式如╳╳年╳╳╳號），號外是臨時編印之關係，並不設刊號，因而得名「號外」。

## 歷史
中文報紙首份號外為1884年8月6日的《申報》號外，刊登該報駐福州記者發回的專電：「駐榕法艦尚無動靜」。
昔日當有突發重要新聞時，報社便立即趕製版面，一個多小時後於當地街頭派發，以求將消息儘快提供給讀者。因為內容不多，號外通常只有一大張紙，報社通常都會視派發號外為對報章的宣傳，因此也樂於免費派發，中華人民共和國《報紙出版管理規定》第31條第七項並有規定號外為免費。
1970年代開始，隨著電子媒體的興起，突發重要新聞均可以迅速發佈。因此現已較少看到有報章會印製號外派發，但因號外為宣傳自家報紙的有效手法，配合現在的印刷速度，於是能預計的重大新聞刊行號外是中國近年較常見的（事件已不是臨時沒有預計的關係，有的不只一版，如《成都晚報》的巴金逝世號外為100版，已失去號外的初衷——未能預計的突發事件臨時編印，淪為紙上紀念刊物形式）；較常派發號外的地區有日本、中国大陆（報導的多為社會影響較重大之新聞）及台灣（2003年蘋果日報進入台灣之後，才開始有報章會印製號外派發，通常也是以社會影響較重大之新聞為號外報導）等。

## 外部連結
- 號外復興與新聞競爭，2006年3月13日人民網。
- 成都晚報星夜推出《巴金逝世號外》震驚業界 （页面存档备份，存于），2005年10月18日《成都晚報》